# Zygoballus lineatus
Zygoballus lineatus là một loài nhện trong họ Salticidae.
Loài này thuộc chi Zygoballus. Zygoballus lineatus được Cândido Firmino de Mello-Leitão miêu tả năm 1944.